# Gymnasura saginaea
Gymnasura saginaea là một loài bướm đêm thuộc phân họ Arctiinae, họ Erebidae.